# Jules Le Lievre
Jules Le Lievre (ur. 17 sierpnia 1933 w Akaroa, zm. 17 stycznia 2016 w Christchurch) – nowozelandzki rugbysta, reprezentant kraju, następnie trener i działacz sportowy.
Karierę sportową rozpoczynał w trzeciej linii młyna, po czym przeszedł do jego pierwszej linii, gdzie grał po obu stronach młynarza. Związany był kolejno z lokalnymi klubami Marist i Culverden, a na poziomie regionalnym w dwunastu sezonach zaliczył 107 występów w barwach Canterbury, w tym przeciwko British and Irish Lions oraz Springboks.
Przez sześć lat reprezentował wówczas Wyspę Południową, a w 1959 roku po raz pierwszy uczestniczył w sprawdzianach kadry narodowej. Dla All Blacks po raz pierwszy zagrał w roku 1962 podczas tournée po Australii, w tym samym roku zadebiutował też w testmeczu. Na przełomie lat 1963/64 wziął udział w tournée po półkuli północnej, a w sprawdzianach kadry uczestniczył do roku 1965. Łącznie w latach 1962–1964 dla nowozelandzkiej reprezentacji rozegrał 25 spotkań, w tym jeden testmecz, rywalizując o miejsce w składzie z takimi zawodnikami jak Colin Meads, Kel Tremain, Wilson Whineray, Ian Clarke czy Ken Gray.
Po zakończeniu kariery zawodniczej nie stracił kontaktu ze sportem, przez kilkanaście lat był bowiem trenerem i selekcjonerem w klubie Culverden oraz podzwiązkach Hurunui i Canterbury, a także działaczem.